# Volejbalový klub Slávia UK Bratislava
Il Volejbalový klub Slávia UK Bratislava è una società pallavolistica femminile slovacca, con sede a Bratislava: milita nel campionato slovacco di Extraliga.

## Storia
Il Volejbalový klub Slávia UK Bratislava nasce nel 1953, come squadra dell'Università Comenio di Bratislava, da cui deriva l'acronimo UK (Univerzita Komenského). Nella seconda metà degli anni sessanta il club vince i suoi primi titoli, aggiudicandosi tre volte consecutive il campionato cecoslovacco. Nel 1975 si classifica al terzo posto in Coppa delle Coppe. Nella stagione 1975-76 vince il suo quarto campionato e il suo primo titolo europeo, la Coppa delle Coppe. Due anni dopo vince anche il quinto titolo cecoslovacco.
All'inizio degli anni ottanta si classifica al terzo posto sia in Coppa delle Coppe sia in Coppa dei Campioni, ma vince altre due volte il campionato, ripetendosi poi nel 1989 e nel 1991. Dopo la dissoluzione della Cecoslovacchia, lo Slavia Bratislava prende parte all'Extraliga slovacca, vincendo le prime tre edizioni. Successivamente, tra il 1998 e il 2004, vince ben sette edizioni consecutive del campionato. Nel 1999 il club diventa autonomo rispetto all'Università di Bratislava. Tra il 2005 e il 2007, gioca altre tre finali, ma uscendo sempre sconfitto per opera del Volejbal Klub Senica.
Pur prendendo parte a diverse competizioni europee, non riesce a ottenere risultati importanti. In campionato, invece, continua a essere protagonista, disputando altre tre finali e vincendo altri dodici titoli fra il 2007 e il 2024. Analogo il risultato in Coppa di Slovacchia, dove conquista le prime quattro edizioni del torneo e altre quattro consecutive alla ripresa della competizione dopo il periodo di sospensione della stessa. Fra il 2007 e il 2014 la squadra conquista due trofei, terminando le altre edizioni della Coppa nazionale al secondo posto; negli anni successivi torna la squadra leader della manifestazione conquistando altre sei coppe. 

## Rosa 2018-2019
| N° | Nome                 | Ruolo | Data di nascita   | Nazionalità sportiva |
| -- | -------------------- | ----- | ----------------- | -------------------- |
| 1  | Karolína Fričová     | S     | 29 aprile 2000    | Slovacchia           |
| 2  | Zuzana Šepeľová      | S     | 24 novembre 1999  | Slovacchia           |
| 3  | Taylor Nelson        | P     | 3 marzo 1996      | Stati Uniti          |
| 4  | Lucia Herdová        | C     | 20 febbraio 2000  | Slovacchia           |
| 9  | Lenka Kvasnová       | O     | 19 luglio 2001    | Slovacchia           |
| 10 | Petra Adamovičová    | C     | 14 marzo 1998     | Slovacchia           |
| 11 | Ema Škrlecová        | P     | 17 settembre 2001 | Slovacchia           |
| 13 | Katarína Körmendyová | C     | 25 aprile 1999    | Slovacchia           |
| 14 | Marcela Marečková    | C     | 26 ottobre 1999   | Slovacchia           |
| 17 | Miroslava Reháková   | O     | 20 agosto 1994    | Slovacchia           |
| 20 | Kelsey O'Neill       | C     | 26 marzo 1996     | Stati Uniti          |
| 22 | Ema Magdinová        | L     | 4 gennaio 1999    | Slovacchia           |

## Palmarès
- Campionato cecoslovacco: 9

1965-66, 1966-67, 1967-68, 1975-76, 1977-78, 1981-82, 1982-83, 1988-89, 1990-91
- Campionato slovacco: 22

1992-93, 1993-94, 1994-95, 1997-98, 1998-99, 1999-00, 2000-01, 2001-02, 2002-03, 2003-04,
2007-08, 2009-10, 2010-11, 2012-13, 2014-15, 2015-16, 2016-17, 2018-19, 2020-21, 2021-22,
2022-23, 2023-24
- Coppa di Slovacchia: 16

1992-93, 1993-94, 1994-95, 1995-96, 2002-03, 2003-04, 2004-05, 2005-06, 2009-10, 2012-13,
2014-15, 2015-16, 2016-17, 2018-19, 2020-21, 2023-24
- Coppa delle Coppe: 1

1975-76